# Mizerabilii (film din 1958)
Mizerabilii (în franceză Les Misérables) este un film franco-italo-german în două serii din 1958, regizat de Jean-Paul Le Chanois după romanul Mizerabilii (1862) al lui Victor Hugo. A fost una dintre cele patru coproducții cinematografice realizate de Franța și Germania de Est în faza de scurtă durată a dezghețului politic produs dincolo de Cortina de Fier. Rolul fostului ocnaș Jean Valjean este interpretat aici de Jean Gabin.
Filmările au avut loc în perioada 1 aprilie - 25 octombrie 1957 în studiourile Babelsberg din Potsdam (RDG) și Francœur din Paris (Franța). O mare parte a filmărilor au fost realizate pe parcursul a opt săptămâni în studioul DEFA din Potsdam-Babelsberg, unde au fost reconstruite, potrivit indicațiilor existente în roman, străzile pariziene de la începutul secolului al XIX-lea. În Franța au fost filmate doar secvențele exterioare de la Toulon (departamentul Var), de la Digne (departamentul Alpes-de-Haute-Provence), din Grădina Luxemburg și de pe cheiurile Senei. Mizerabilii a fost lansat oficial la 12 martie 1958 în Franța și în 16 și 23 ianuarie 1959 în Republica Democrată Germană.
Ecranizarea lui Jean-Paul Le Chanois a cunoscut un succes comercial remarcabil în Franța, fiind vizionată de peste 7,8 milioane de spectatori și devenind cel mai popular film al anului 1958. Criticii de film o consideră adesea „cea mai memorabilă versiune cinematografică” dintre numeroasele adaptări ale romanului lui Victor Hugo.

## Rezumat
Țăranul Jean Valjean este condamnat la cinci ani de muncă silnică pentru că a furat o pâine și, ca urmare a majorării pedepsei în urma unor încercări nereușite de evadare, este eliberat din închisoarea din Toulon abia în anul 1815, după 19 ani de detenție. Alungat de peste tot, el este împins către o viață infracțională, dar întâlnirea cu episcopul Myriel din Digne îi schimbă soarta. Episcopul îl scapă de arestare și îi cedează de bună voie obiectele din argint pe care i le furase din casă, iar, începând de atunci, Valjean se străduiește să ducă o viață cinstită și să facă numai fapte bune.
Fostul ocnaș decide să-și ia viața de la capăt și renunță la numele său pătat, adoptând numele de Madeleine. El se stabilește în orașul Montreuil-sur-Mer, unde pune bazele unei întreprinderi, devine un cetățean respectat și este numit primar. Trecutul îl ajunge din urmă atunci când sosește în oraș inspectorul de poliție Javert, fiul unui gardian de la închisoarea din Toulon. Javert, care nu crede că oamenii răi se pot schimba vreodată, bănuiește că dl Madeleine este fostul ocnaș și îl urmărește cu severitate până când îl demască în fața autorităților. Înduioșat de soarta fostei muncitoare Fantine, care născuse o fetiță nelegitimă pe nume Cosette și fusese împinsă de greutăți către practicarea prostituției, Madeleine promite să aibă grijă de soarta ei. Femeia moare de tuberculoză, iar Jean Valjean, urmărit de nemilosul Javert, care voia cu orice chip să-l aresteze, părăsește orașul și, după ce o răscumpără pe Cosette din pensiunea lacomului Thénardier de la Montfermeil, se îndreaptă spre Paris. Fostul ocnaș își asumă iarăși o nouă identitate și preia numele Fauchelevent, pe care-l purta un căruțaș căruia îi salvase viața. Timpul trece, iar Cosette devine o femeie frumoasă.
Restrângerea drepturilor cetățenești în perioada Restaurației cauzează răzvrătirea cetățenilor republicani și studenților progresiști împotriva politicii autoritare a regimului monarhist și declanșarea unor revolte antiregaliste la începutul anilor 1830. În aceste vremuri tulburi, Cosette îl întâlnește pe studentul Marius Pontmercy, fiul unui colonel veteran al Bătăliei de la Waterloo, care fusese ostracizat de bunicul său conservator din cauza opiniilor sale revoluționare. Tinerii se îndrăgostesc, dar evenimentele îi îndepărtează. Recunoscut de Thénardier, care trăia acum într-o mare sărăcie, Jean Valjean este pe punctul de a fi jefuit, iar Marius intervine și îl anunță pe Javert, care fusese transferat între timp la Paris. Javert îl recunoaște pe Valjean, care este nevoit să-și părăsească iarăși locuința și să plănuiască să se mute la Londra.
Despărțit de Cosette, Marius participă la Rebeliunea din iunie 1832, sperând să moară acolo pentru o cauză dreaptă. Jean Valjean află intenția tânărului și se strecoară în spatele baricadei pentru a-l proteja. Acolo îl regăsește pe Javert, care fusese arestat ca spion, și îi salvează viața. Rebeliunea este înăbușită de armată, iar Marius este grav rănit. Valjean reușește să-l scoată pe Marius din zona luptelor și îl târăște pe umeri prin sistemul de canalizare al Parisului pentru a-l proteja de urmăritori. Conștientizând că a purtat ani de zile o ură nemiloasă față de un om care nu i-a făcut niciun rău, inspectorul Javert se sinucide. Câtva timp mai târziu, Marius și Cosette se căsătoresc. Jean Valjean îi mărturisește ginerelui său că a fost cândva deținut și că încă mai este urmărit de poliție și se îndepărtează de tineri pentru a nu le periclita viitorul. Mai târziu, Marius află de la Thénardier, care venise să-l vadă cu scop de șantaj, că Valjean fusese cel care îi salvase viața în timpul luptelor de pe baricadă. Cei doi tineri soți merg să-l viziteze pe bătrân pentru a-i mulțumi și îl găsesc în ultimele lui clipe de viață.

## Distribuție
- Jean Gabin — Jean Valjean/Champmathieu[12]
- Bernard Blier — inspectorul Javert (tatăl și fiul)[12]
- Bourvil — hangiul Thénardier[13]
- Giani Esposito — Marius Pontmercy, fiul colonelului[13]
- Elfriede Florin — dna Thénardier, soția hangiului[19]
- Silvia Monfort — Éponine, fiica soților Thénardier[17]
- Béatrice Altariba — Cosette[13]
- Martine Havet — Cosette copil[13]
- Danièle Delorme — Fantine[12]
- Jimmy Urbain — Gavroche, fiul soților Thénardier[17]
- Isabelle Lobbé — Azelma, fiica soților Thénardier[19]
- Fernand Ledoux — episcopul Bienvenuë Myriel[12]
- Serge Reggiani — revoluționarul Enjolras[13]
- Lucien Baroux — dl Gillenormand, bunicul lui Marius[13]
- Jean Murat — colonelul baron Georges Pontmercy, tatăl lui Marius[13]
- Jean Topart — naratorul[20]
- Madeleine Barbulée — sora Simplice[20]
- Marc Eyraud — revoluționarul bețiv Grantaire[18]
- Pierre Tabard — revoluționarul Prouvaire[19][20]
- Jacques Harden — revoluționarul Courfeyrac[19][20]
- Gérard Darrieu — revoluționarul Feuilly[19][20]
- Hans Ulrich Laufer — revoluționarul Combeferre[20]
- Beyert — revoluționarul Bahorel[20]
- Julienne Paroli — dna Magloire, servitoarea episcopului[20]
- Jean d'Yd — revoluționarul moș Mabeuf[19]
- Suzanne Nivette — dra Gillenormand, fiica dlui Gillenormand[20]
- Jean Ozenne — prefectul din Montreuil-sur-Mer[20]
- René Fleur — cardinalul[20]
- Gabrielle Fontan — maica superioară a mănăstirii[20]
- Laure Paillette — Toussainte, servitoarea lui Jean Valjean de pe rue Plumet[20]
- Paul Villé — Basque[20]
- Louis Arbessier — prefectul poliției[20]
- Edmond Ardisson — jandarm[20]
- André Dalibert — căruțașul din Montfermeil[20]
- Luc Andrieux — muncitor insurgent[19]
- Henri Guégan — Laigle, prieten al clubului ABC[20]
- Gerhard Bienert — președintele tribunalului din Arras[19][20]
- Harry Hindemith — un deținut[20]
- Bernard Musson — burghezul Bamatabois[20]
- Robert Bazil — un comisar[20]
- Christian Fourcade — „Petit Pierre” (Gervais sau „micul coșar” în roman)[20]
- Émile Genevois — vizitiul trăsurii[20]
- Jacques Marin — secretarul dlui Madeleine[20]
- Jean Favre-Martin — „moarta”[20]
- Paul Bonifas — medicul spitalului[20]
- François Darbon — un medic[20]
- Palmyre Levasseur — sora Perpétue[20]
- Mag Avril — servitoarea dlui Madeleine[20]
- Henri Coutet — căruțașul[20]
- Raymonde Vattier — o burgheză[20]
- Rodolphe Marcilly — aprodul[20]
- Paul Faivre — vizitiul dlui Gillenormand (nemenționat)[20]
- Max Doria — portarul (nemenționat)[20]
- Christian Lude — comisarul din Val-de-Grâce (nemenționat)[20]
- Mireille Daix — Éponine Thénardier copil[21] (nemenționată)
- Pierre Ferval — contabilul închisorii[20]
- Édouard Francomme — secretarul primăriei[20]
- Frank Maurice — un membru al bandei[20]
- Pierre-Jacques Moncorbier[20]
- Jean Blancheur[20]
- Julien Maffre[20]
- Arlette Patrick[20]
- Roger Pelletier[20]
- Marcel Rouzé[20]
- Jimmy Perrys — ofițerul care-l eliberează pe Jean Valjean (nemenționat)[20]
- Jean Sylvère (nemenționat)[20]
- Daniel André[20]
- Christian Brocard (nemenționat)[20]
- Raymond Carl (nemenționat)[20]
- Yvonne Decade (nemenționată)[20]
- Allain Dhurtal (nemenționat)[20]
- Jean-Paul Le Chanois (nemenționat)[20]
- Robert Porte — Paget (nemenționat)[20]
- Panikel (nemenționat)[20]
- Gerhard Biard (nemenționat)[20]
- André Wasley[20]
- Georges Atlas[20]
- Werner Dissl — deținutul Brevet (nemenționat)[20]
- Rolf Möbius — procurorul (nemenționat)[20]
- Werner Segtrop — avocatul apărării (nemenționat)[20]
- Nico Turoff — deținutul Chenildieu (nemenționat)[20]
- și 10.000 de figuranți din Armata RDG (în scenele de pe rue Saint-Denis)

## Producție
Ideea realizării acestei ecranizări au avut-o producătorii companiei Pathé, care au dorit să realizeze o versiune color a ecranizării romanului Mizerabilii. Compania Pathé produsese în 1934 o versiune alb-negru a ecranizării care-i adusese venituri mari și au sperat că noua ecranizare va fi la fel de profitabilă. Producătorii l-au contactat pe Jean Gabin și i-au oferit rolul lui Jean Valjean, iar actorul a acceptat fără a se arăta entuziasmat, căci, deși își iubea meseria, avea un comportament reținut, lăsând să se creadă că joacă doar pentru bani.

### Scenariu

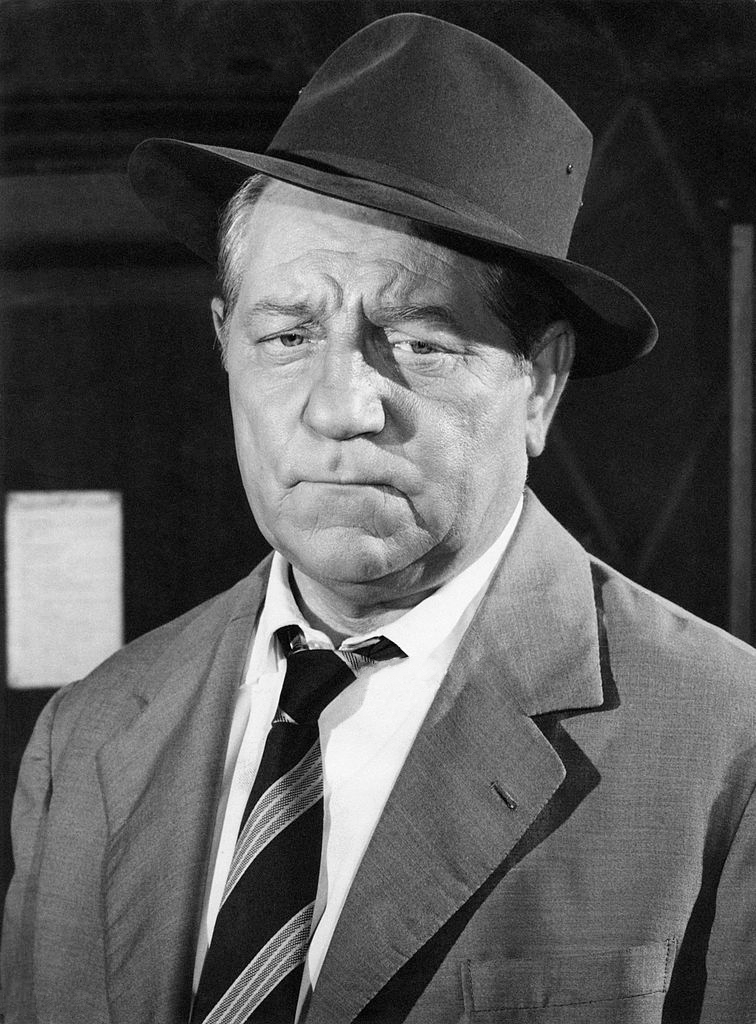
Jean Gabin (1904-1976) în rolul comisarului Maigret. Fotografie din 1958, anul lansării filmului Mizerabilii.

Realizarea filmului a intrat curând în impas pentru că majoritatea regizorilor contactați au refuzat această sarcină, speriați de amploarea ei. Prin contract, Jean Gabin avea dreptul să intervină în procesul de producție. Actorul l-a propus ca regizor pe Jean-Paul Le Chanois, cu care filma în acea vreme Le Cas du docteur Laurent (1957), și ca autor al dialogului pe Michel Audiard, cu care mai colaborase. Cei doi urmau să scrie împreună scenariul, dar nu s-au înțeles din pricina nepotrivirii de caracter și a ideilor politice divergente, iar Audiard a renunțat să mai lucreze. Chanois avea convingeri politice marxiste (chiar staliniste, potrivit cineastului Pierre Granier-Deferre) și, fiind serios și fără prea mult umor, intenționa să abordeze latura umanitară și politică a romanului. În consecință, Audiard a fost înlocuit cu René Barjavel, care mai colaborase cu Chanois la filmul Le Cas du docteur Laurent.
Alegerea ca regizor a lui Le Chanois a fost controversată, cunoscută fiind personalitatea cineastului. El era un evreu care a fost nevoit să-și schimbe numele original Dreyfus în cel de Le Chanois pentru a evita arestarea și deportarea sa în timpul Ocupației și a continuat să lucreze în aceeași perioadă pentru compania germană de producție de film Continental. Cu toate acestea, a fost membru al Rezistenței Franceze în timpul războiului, un sindicalist activ și membru al Partidului Comunist Francez.
René Barjavel și Jean-Paul Le Chanois au încercat, într-o cât mai mare măsură, să creeze un scenariu care să fie fidel textului literar, adică să nu omită niciun detaliu, scenă sau personaj, așa că ecranizarea lui Le Chanois este considerată una dintre cele mai complete adaptări ale romanului lui Hugo. Această intenție s-a reflectat în durata de peste trei ore a filmului, ceea ce a făcut ca Mizerabilii să fie prezentat adesea în mai multe părți sau să fie scurtat semnificativ. Filmul începe cu nota prefațională a lui Victor Hugo că opera sa va fi utilă atâta timp cât ignoranța și mizeria vor exista pe pământ și se încheie cu ultimele cuvinte ale cărții: „Il dort. Quoique le sort fût pour lui bien étrange,/Il vivait. Il mourut quand il n’eut plus son ange,/La chose simplement d’elle-même arriva,/Comme la nuit se fait lorsque le jour s’en va.”.
Scenariul acestui film include, de asemenea, mai multe întâmplări ignorate de majoritatea adaptărilor, printre care jefuirea băiatului de către Jean Valjean, o reminiscență a trecutului său, și remușcarea simțită ulterior, precum și un flashback lung al Bătăliei de la Waterloo (1815).
O diferență notabilă față de roman a fost modificarea vârstei personajelor Jean Valjean și Javert pentru a se potrivi vârstei actorilor Jean Gabin și Bernard Blier. Jean Gabin era mai bătrân decât personajul, în timp ce Blier era mai tânăr, așa că scenariștii au realizat un artificiu: în loc ca Javert să-l recunoască pe Valjean ca fiind condamnatul pe care îl păzise cu mai mulți ani înainte, el își amintește că, atunci când era doar un copil, tatăl său, care era gardian, îl indicase pe acest om drept „cel mai rău tip de prizonier, care a încercat să evadeze de patru ori”.
Secvența procesiunii funerare a generalului Lamarque a fost modificată: prezența înaintea dricului a unui călăreț ce flutura un steag roșu, steag ce simboliza sângele martirilor Revoluției, eveniment ce a declanșat revolta cetățenilor Parisului, a fost înlocuită cu ruperea cordoanelor de jandarmi de către grupul lui Enjolras. Steagul roșu a ajuns să simbolizeze în secolul al XX-lea steagul revoluției socialiste și putea atrage reacția cenzurii. Situația politică din Franța era tulbure la începutul anului 1958 ca urmare a Războiului din Algeria, care a dus la dizolvarea celei de-a Patra Republici și la constituirea în octombrie 1958 a celei de-a Cincea Republici sub conducerea generalului Charles de Gaulle. Franța era divizată politic în mai 1958, iar frământările puteau duce lesne la un război civil.

### Filmare
Filmul a fost realizat ca o coproducție franco-italo-est-germană, iar filmările au avut loc în perioada 1 aprilie – 25 octombrie 1957 în studiourile Babelsberg din Potsdam (RDG) și Francœur din Paris (Franța).
Mizerabilii a fost una dintre cele patru coproducții cinematografice realizate de Franța și Germania de Est în faza de scurtă durată a dezghețului politic produs dincolo de Cortina de Fier la sfârșitul anilor 1950. Această cooperare culturală a luat naștere în urma procesului de destalinizare început în februarie 1956 în cursul celui de-al XX-lea Congres al Partidului Comunist al Uniunii Sovietice. În următorii trei ani studioul cinematografic de stat al Republicii Democrate Germane, Deutsche Film AG, a produs în colaborare cu studiourile franceze un număr de patru filme: Till Buhoglindă (1956), Les Sorcières de Salem (1957), Mizerabilii (1958) și Les Arrivistes (1960). Un criteriu de selecție al filmelor a fost, fără îndoială, cel al orientării politice a cineaștilor implicați, din moment ce regizorii tuturor acestor patru filme erau membri sau simpatizanți ai Partidului Comunist Francez. Cu toate acestea, RDG a decis să înceteze această cooperare la începutul anilor 1960, ministrul est-german al culturii Alexander Abusch (1958-1962) motivând că Germania de Est era prea puțin reprezentată ideologic în aceste creații artistice în care a trebuit să facă prea multe concesii ideologiei artistice burgheze și reacționare.
Încă de la început, Le Chanois a anunțat autoritățile germane că intenționează să realizeze o adaptare fidelă spiritului romanului și că nu va reduce povestea la ideea asupririi maselor de către burghezie. S-a filmat pe peliculă color lată în sistem Technirama, făcând ca imaginea să fie de două ori mai lată decât imaginea obișnuită.
Rolul principal al fostului ocnaș Jean Valjean fusese oferit încă de la început actorului Jean Gabin, care devenise celebru pentru interpretarea rolurilor principale în unele filme realist-poetice realizate în anii 1930 de Jean Renoir și Marcel Carné, printre care Iluzia cea mare (1937), La Bête humaine (1938), Le Quai des brumes (1938) și Le jour se lève (1939). Repartizarea lui Bourvil în rolul hangiului Thénardier a fost o surpriză, deoarece actorul avea reputația unui comedian genial. Bourvil a ezitat mult timp înainte de a accepta acest rol, deoarece se temea că interpretarea ticălosului Thénardier i-ar dăuna imaginii sale publice. Criticii de film consideră în prezent că Bourvil a jucat excepțional acest rol, construind realist imaginea unui escroc viclean și fără scrupule și imitând cu dibăcie vocea uneori plângăreață și alteori amenințătoare a unui personaj ce trece rapid de la amenințări la cerșirea milei. Tânăra Éponine, fiica soților Thénardier, care era îndrăgostită de Marius Pontmercy, a fost interpretată de actrița Silvia Monfort, care era în acea vreme partenera de viață a regizorului și mai jucase alături de Jean Gabin în Le Cas du docteur Laurent (1957). Unii actori apăruseră în ecranizări mai vechi ale romanului, cum este cazul lui Suzanne Nivette (care fusese Éponine în ecranizarea din 1925 regizată de Henri Fescourt și a interpretat aici rolul drei Gillenormand) și Émile Genevois (care fusese Gavroche în ecranizarea din 1934 regizată de Raymond Bernard și a apărut aici în rolul unui vizitiu).

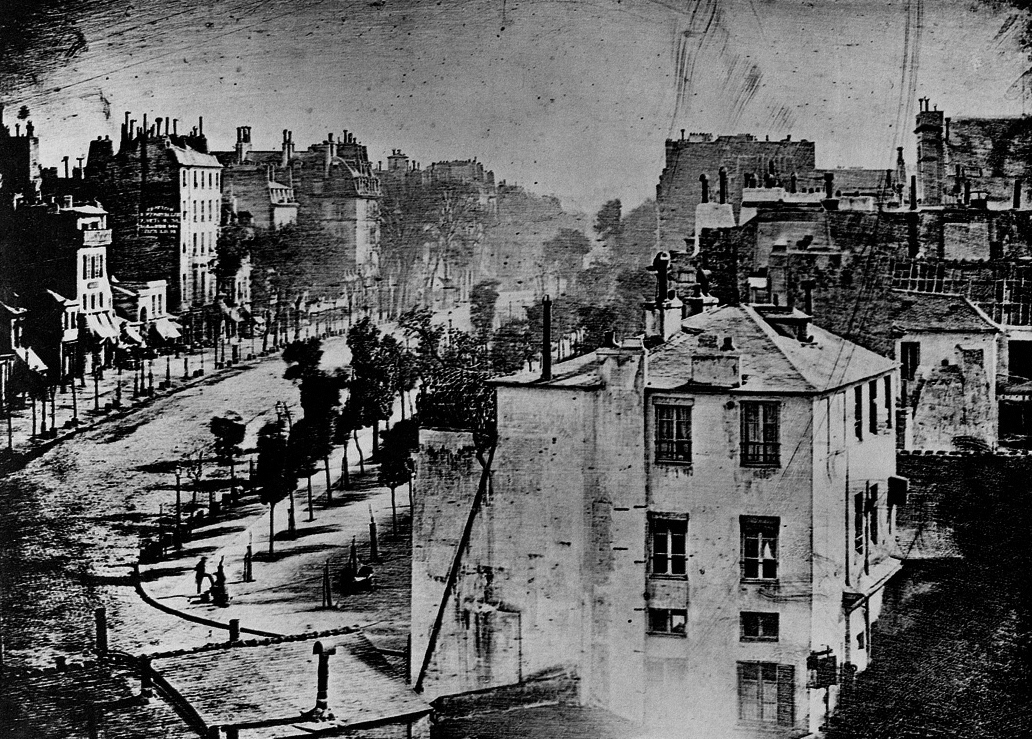
Parisul anilor 1830. Fotografie istorică a Boulevard du Temple, făcută de Louis Daguerre la sfârșitul anului 1838 și începutul anului 1839.

O mare parte a filmărilor au fost realizate în studioul DEFA din Potsdam-Babelsberg, unde au fost reconstruite străzile pariziene de la începutul secolului al XIX-lea. Clădirile din cartierele Faubourg Saint-Antoine și Marais au fost proiectate de scenograful francez de origine rusă Serge Piménoff (1895-1960), iar decorurile au fost construite efectiv sub îndrumarea lui Karl Schneider. Casele în care a locuit Jean Valjean la Paris și cabaretul Corinthe au fost reconstruite potrivit indicațiilor existente în roman. Casa de pe strada Plumet este inspirată de o casă construită la sfârșitul secolului al XVII-lea în stilul arhitectural al lui Jules Hardouin-Mansart. Costumele au fost create de Marcel Escoffier. Un număr mare de figuranți (aproximativ 10.000) pentru scenele de masă au fost recrutați din cadrul militarilor încorporați în Armata Populară Națională (Nationale Volksarmee) a RDG. Secvențele turnate în RDG au fost filmate pe parcursul a opt săptămâni în studiourile Babelsberg.
În Franța au fost filmate doar secvențele exterioare de la Toulon (departamentul Var), de la Digne (departamentul Alpes-de-Haute-Provence), din Grădina Luxemburg și de pe cheiurile Senei. Fațadele caselor din Toulon pe lângă care trec deținuții la începutul filmului au fost filmate în realitate la Digne.
Muzica filmului a fost compusă de Georges Van Parys și interpretată de Corul popular din Paris (Chorale populaire de Paris). Tema principală (genericul) a fost reînregistrată stereo în octombrie 2006 de Orchestra Simfonică a Ungariei, sub bagheta dirijorului Laurent Petitgirard, în cadrul unei antologii a muzicii de film a compozitorului: Georges van Parys et le cinéma.

### Postproducție
Durata inițială a filmului era de patru ore și jumătate, deși, se pare, că Le Chanois plănuise anterior ca filmul să aibă o durată de 5 ore și 25 de minute, Din cauza dificultăților produse de difuzarea unui film atât de lung, producătorii au solicitat reducerea duratei la trei ore, spre marele regret al regizorului, care a fost nevoit să se conformeze și să taie numeroase scene. Secvențele tăiate au fost definitiv pierdute.
În conversația sa cu Philippe Esnault, Le Chanois și-a mărturisit această nemulțumire: „producătorii reuniți au avut ideea trăsnită ca tot filmul să fie vizionat în aceeași sesiune, cu un antract la mijloc și cu cârnăciori ca la Opera din Bayreuth! […] Așa că au spus destul de repede că este prea lung și că trebuie redus. Am refuzat la început, dar m-au făcut să înțeleg motivul. […] Am tăiat Mizerabilii cât am putut de bine. […] Cu alte cuvinte, au fost tăiate o mulțime de scene care, în opinia mea, erau frumoase”.
Aceste tăieri au făcut ca filmul să-și piardă cursivitatea în anumite porțiuni, mai ales în prima parte, deoarece au fost eliminate elementele de legătură. Vocea naratorului a reușit într-o oarecare măsură să acopere aceste goluri, dar spectatorii care nu cunosc textul literar și contextul istoric au dificultăți în urmărirea acțiunii. Unele secțiuni sunt mai lente precum cea care prezintă viața lui Valjean ca primar la Montreuil-sur-Mer sau cea care descrie evoluția poveștii de dragoste dintre Marius și Cosette, în timp ce altele sunt mai dinamice precum urmărirea lui Valjean de către Javert sau secvențele insurecției armate din Paris. Acțiunea este întreruptă de două flashback-uri: încredințarea Cosettei de către Fantine în grija soților Thénardier și Bătălia de la Waterloo în care Thénardier salvează viața colonelului Pontmercy.
Din cauza lungimii mari, filmul Mizerabilii a fost împărțit în două părți: prima parte, care se întinde aproximativ pe perioada 1815-1830, se desfășoară în mare parte în afara Parisului și prezintă mediul rural, industrializarea și formarea clasei muncitoare și brutalitatea claselor conducătoare, în timp ce a doua parte se desfășoară la Paris în perioada mișcării revoluționare din 1832 și prezintă lupta pentru păstrarea și extinderea libertăților civile. În ambele părți filmul lui Le Chanois se concentrează pe lupta dintre bine și rău, dintre umanitate și lăcomie, dintre deschidere și rigiditate, dintre educație și ignoranță, dintre dragoste și reprimare a sentimentelor. Jean-Paul Le Chanois a afirmat: „Consider acest film despre generozitatea umană ca o creație desăvârșită a carierei mele”.

## Lansare
Mizerabilii a fost lansat oficial la 12 martie 1958 în Franța și în 16 și 23 ianuarie 1959 în Republica Democrată Germană. Această ecranizare a cunoscut un succes comercial remarcabil în Franța, fiind cel mai popular film al anului 1958. Recenziile critice au fost mixte, iar unele, precum cea din revista Image et Son, chiar vehement nefavorabile. Criticul publicației Image et Son a susținut că Mizerabilii nu este un film reușit și că nu este respectuos față de publicul larg, argumentând că acțiunea este foarte lentă, că actorii sunt prost îndrumați, că Jean Gabin nu transmite emoții, că Blier joacă inexpresiv și că decorurile nu sunt potrivite, unele din ele fiind refolosite de la alte filme. Publicul francez nu a fost de acord cu aceste opinii, după cum o dovedește numărul mare de bilete vândute.
O versiune dublată și mult scurtată a fost lansată la 29 ianuarie 1960 în Republica Federală Germania sub titlul Die Miserablen. Filmul a avut premiera la New York abia în iulie 1989, când a fost difuzat cu ocazia sărbătoririi bicentenarului Revoluției Franceze.
| Țară              | An   | Box-office            | Sursă  |
| ----------------- | ---- | --------------------- | ------ |
| Franța            | 1958 | 7.821.607 spectatori  | [ 43 ] |
| Italia            | 1958 | 4.740.000 spectatori  | [ 44 ] |
| Uniunea Sovietică | 1958 | 24.400.000 spectatori | [ 45 ] |

## Aprecieri critice
Opiniile criticilor de film cu privire la această adaptare a romanului Mizerabilii au fost mixte în momentul apariției filmului: majoritatea recenziilor au fost elogioase, dar au existat și recenzii aspre. Un critic al ziarului New York Times a descris filmul Mizerabilii ca unul dintre primele „blockbustere” franceze care au apărut ca răspuns la filmele epice hollywoodiene precum Ocolul Pământului în 80 de zile (1956) și Cele zece porunci (1956). S-a scris în acea recenzie că filmul francez era „o repovestire greoaie de patru ore a epopeii adesea ecranizate a lui Victor Hugo. [...] Nu e omisă nici o pagină. [...] Prea literar, el are harul salvator al reprezentării cu adevărat eroice a lui Jean Valjean de către Jean Gabin, plus câteva scene răscolitoare pe baricade”. În opinia unui alt critic al ziarului, rolul lui Jean Valjean era „prin excelență un rol pentru Gabin ... cel al unui singuratic, al unui străin, al unui membru obișnuit al ordinelor monahale inferioare care poate tânji la dragoste și fericire, dar știe că acestea nu sunt pentru el”.
Romanul lui Victor Hugo este monumental, putând furniza materiale pentru mai multe filme, evidenția criticul revistei germane Der Spiegel. În ciuda dimensiunii romanului și a complexității evenimentelor povestite, cineastul francez a reușit să extragă esențialul într-un singur film, în care a alternat scenele romantice cu scenele de luptă, și să impună ideea moralității prin interpretarea emoționantă a lui Jean Gabin. Criticul ziarului german Westdeutsche Allgemeine Zeitung, care apărea la Essen, a scris că „Jean-Paul Le Chanois concepe o imagine a omului în contextul vremurilor. Decorurile de epocă și peisajele urbane reproduse fidel alcătuiesc un album care captivează grupurile de cinefili pe parcursul a trei ore bune”. Însumând opiniile critice majore, istoricul de film german Kay Weniger, autorul unei enciclopedii a personalităților din lumea filmului în opt volume, sublinia că „regizorul a atins apogeul său artistic în 1957 cu versiunea proprie a romanului Mizerabilii al lui Victor Hugo, cu care a formulat pentru ultima oară un rechizitoriu (de această dată monumental) împotriva lipsei de umanitate”.
Presa comunistă din Republica Democrată Germană a publicat recenzii mai aspre, care au criticat filmul pentru lipsa de implicare politică prin neinterpretarea acțiunii în contextul epocii moderne. „Scenariștii René Barjavel și Jean-Paul Le Chanois (care este și regizor) nu au fost capabili să creeze o versiune cinematografică a romanului Mizerabilii adaptată epocii noastre și concepțiilor sale avansate. (...) Ei nu l-au interpretat pe Hugo așa cum permiteau și necesitau cercetările și descoperirile noastre actuale. (...) Ei rămân în urma originalului lor.”, scria criticul ziarului Leipziger Volkszeitung.
În prezent, ecranizarea romanului cu Jean Gabin este considerată adesea de critici drept „cea mai memorabilă versiune cinematografică” dintre numeroasele adaptări realizate și a fost descrisă ca fiind „cea mai populară în rândul publicului din Franța postbelică”. Enciclopedia cinematografică germană Lexikon des internationalen Films descrie astfel acest film: „un film de epocă de mari dimensiuni și melodramatic, care-i emoționează pe spectatori prin interpretarea lui Jean Gabin”.

## Legături externe
- en  Les Misérables la Internet Movie Database